# Michel Mourlet
Ne doit pas être confondu avec Michel Marmin.
Michel Mourlet, né le 5 avril 1935 à Bois-Colombes, est un écrivain, journaliste et théoricien du cinéma français.
Dans le monde du cinéma, il est connu pour avoir publié dans les Cahiers du cinéma un texte intitulé « Sur un art ignoré » considéré comme le manifeste des mac-mahoniens, un mouvement cinéphile de la fin des années 1950.

## Biographie
Michel Mourlet signe le manifeste des mac-mahoniens dans les Cahiers du cinéma en août 1959 avec l'article intitulé « Sur un art ignoré ». Le texte est publié entièrement en italique pour marquer sa spécificité par rapport à la ligne éditoriale des Cahiers. Mourlet est alors surnommé le « Boileau du Mac-Mahon ». Il collabore aux Cahiers jusqu'en septembre 1960. De 1961 à 1966, il dirige la revue Présence du cinéma, qui devient alors le lieu d'expression des idées du mouvement des mac-mahoniens jusqu'en 1966.
Sur une proposition de la productrice Lily Siou, il écrit une première pièce pour la radio intitulée La Mort de Néron. La pièce, interprétée par le comédien Jean-Pierre Jorris, est diffusée sur France Culture en 1963 dans l'émission Carte blanche. Il renouvelle l'expérience en 1967 avec La Méditation au jardin.
En 1989, il publie son essai sur le théâtre intitulé Thaumaturgie du théâtre ou l’Anti-Brecht. Sa conception du théâtre repose sur l'illusion aristotélicienne et s'oppose à la conception brechtienne. Il cite notamment l'ouvrage de Guy Scarpetta Brecht ou le soldat mort.
En 1993, Max Naldini met en scène L’Épreuve du Feu au théâtre de Levallois, qui "lance"  Agathe de La Boulaye. La même année, Mourlet fonde l'Association des amis d'André Fraigneau.

## Prises de position
À partir de 1972, Michel Mourlet appartient au comité de patronage de Nouvelle École, publication périodique du GRECE.
En 1999, il signe pour s'opposer à la guerre en Serbie la pétition « Les Européens veulent la paix », lancée par le collectif d'extrême droite Non à la guerre.

## Citation de «Sur un art ignoré» dansLe Mépris
En épigraphe du Mépris, Jean-Luc Godard attribue à André Bazin la citation suivante : 

« Le cinéma substitue à notre regard un monde qui s'accorde à nos désirs. »

Cette citation vient en fait de l'article de Michel Mourlet « Sur un art ignoré ». La citation exacte est la suivante : 

« Le cinéma est un regard qui se substitue au nôtre pour nous donner un monde accordé à nos désirs,. »

Cette erreur d'attribution, relevée dans de nombreux ouvrages d'histoire du cinéma, et qu'ont pu constater les lecteurs de Sur un art ignoré et des textes d'André Bazin (où la phrase ne figure nulle part…), est commentée par Marc Cerisuelo, professeur d'esthétique du cinéma à l'université, dans sa préface à L'Écran éblouissant de Mourlet, de la manière suivante : 

« L'auteur de Sur un art ignoré fait d'ailleurs une apparition dans À bout de souffle, film tourné en août 1959, exactement au moment où l'article fondateur de Mourlet paraît dans les Cahiers du cinéma. Godard a probablement dû être marqué et troublé par cette lecture. Il en a retiré une phrase, mise en exergue de toutes les versions du scénario du Mépris et prononcée par une voix anonyme au générique : […] Godard avait vraiment été frappé par l'idée générale — remarquable définition du cinéma classique —, mais il ne s'était pas privé de sensiblement transformer la formulation et avait surtout attribué la pensée à André Bazin. Il existe désormais une petite bibliothèque sur le sujet… »

## Publications

### Romans
- 1961 : D'exil et de mort, La Table Ronde
- 1973 : La Chanson de Maguelonne, illustrations de Chapelain-Midy, La Table Ronde, réédité en 2005 chez Atlantica-Séguier
- 1977 : Chronique tranquille de Patrice Dumby, Société de production littéraire.
- 1978 : Patrice et les Bergères, Société de production littéraire.
- 1986 : Les Filles de l’eau, La Table Ronde, coll. « Vermillon »  (ISBN 978-2710302773)
- 1990 : La Chambre noire : chronique de Patrice Dumby, Manya  (ISBN 978-2877420457)
- 2001 : Histoire d’un maléfice, e/dite  (ISBN 978-2846080637) Roman sur la vie amoureuse et tragique de Marie Dorval.
- 2019 : A Jaunt in a Tilbury, édition originale en anglais de la Promenade en tilbury inédit en français, trad. Elise Kendall, F.U. Press,
- 2022 : Nouvelle édition de D'exil et de mort, avec une préface de Michel Marmin et une postface de l'auteur, Auda Isarn, 133 p.  (ISBN 978-2-493721-08-2)
- 2025 ; Les Contes de la Galipote, Une Chronique de Patrice Dumby, Éditions France Univers  (ISBN 978-2-914-43744-8)

### Essais
- 1965 : Sur un art ignoré, La Table Ronde

- 1968 : Cecil B. DeMille, Seghers ; édit. revue et augmentée : Durante 1997, Durante Poche 2002.
- 1976 : L’Éléphant dans la porcelaine (Le temps du refus I), La Table Ronde

- 1985 : Discours de la langue, illustrations de Savignac, Loris Talmart
- 1987 : La Mise en scène comme langage, Henri Veyrier Édition revue et augmentée de Sur un art ignoré (1965). Prix Simone-Genevois du meilleur livre de cinéma en 1988.1989 : Thaumaturgie du théâtre ou l’Anti-Brecht, Loris Talmart
- 1989 : Crépuscule de la modernité (Le temps du refus II), Trédaniel  (ISBN 978-2857073185)
- 1993 : La Guerre des idées (Le temps du refus III), Trédaniel
- 1996 : Les Maux de la langue I, illustrations de Savignac et Olivier Carré, Valmonde/Bartillat
- 1997 : Écrivains de France, XXe siècle Valmonde/Trédaniel. (Deuxième édition augmentée, France Univers, 2011 ; troisième éd. revue et augmentée, France Univers, 2021)
- 1999 : Les Maux de la Langue II, illustrations de Savignac, Valmonde
- 2001 : La Télévision ou le Mythe d’Argus, France Univers
- 2002 : Pourquoi Chevènement, en collaboration avec Philippe de Saint Robert, France Univers
- 2008 : Sur un art ignoré ou la mise en scène comme langage, Ramsay, Poche Cinéma Édition augmentée de La Mise en scène comme langage (1987)2008 : Les Maux de la langue, France UniversÉdition refondue et augmentée des volumes parus en 1996 et 19992009 : Français mon beau souci. Une certaine idée de la langue, France Univers
- 2010 : L'Anti-Brecht, le Théâtre, sa mort, sa vie, France Univers Édition revue et augmentée de Thaumaturgie du théâtre ou l’Anti-Brecht (1989)2011 : « Anouilh l'hurluberlu », « Le Calender Michel Déon », et trente autres études monographiques, in Écrivains de France, XXe siècle, réédition augmentée, éditions France Univers
- 2011 : L'Écran éblouissant. Voyages en Cinéphilie 1958-2010, Presses universitaires de France, coll. « Perspectives critiques »
- 2011 : Instants critiques (Le temps du refus IV), Éditions Alexipharmaque
- 2013 : Le Jardin du paradigme, sous-titre : L'écriture d'un film, l'Ordre vert, mise en écho du texte et du contexte, France Univers
- 2016 : Une vie en liberté (mémoires), Séguier
- 2021 : Survivant de l'âge d'or, textes et entretiens sur le cinéma 1970-2020, Éditions de Paris-Max Chaleil
- 2021 : Dans le fauteuil du quatrième rang, Deux cents films des années 1968-1981, « Les Dictionnaires du Bon Plaisir », France Univers
- 2022 : Péchés d'insoumission (Le temps du refus, V), France Univers
- 2023 : Trissotin, Tartuffe, Torquemada, La conjuration des trois T, sius-titre : "Jalons d'un parcours rebelle 1956-2022", France Univers

### Poésie
- 1984 : Le Petit Théâtre de Hyacinthe le Fou, Loris Talmart ; réédition 2013, suivi de Hyacinthe aux champs (poésie-promenade), illustrations originales d'Émilie Teillaud, Éditions Alexipharmaque

### Théâtre
- 1963 : La Mort de Néron, création  France Culture
- 1966 : La Méditation au jardin (Le jardinier du Roi-Soleil), création France Culture
- 1982 : La Dame à la rivière, création France Culture par Lucien Attoun Édition Art et Comédie en 1998 et création à la scène à Morschwiller en 2005.1987 : La Sanglière et autres pièces, Loris Talmart  (ISBN 978-2903911140), création à l'abbaye de Ferrières en 1989Postface de Jean Parvulesco. Prix Montherlant d'écriture dramatique.
- 1993 : L’Épreuve du feu, création au théâtre de Levallois
- 1995 : La Folie dure, lecture publique par Agathe de La Boulaye en 1995 au théâtre Essaïon à Paris et publication dans La Revue littéraire, éditions Léo Scheer, no 31, 2007
- 2002 : Marie Dorval, création au théâtre de Saint-Maur. Version théâtrale d'Histoire d'un maléfice.
- 2003 : Nouvelle mise en scène de Marie Dorval  au Théâtre de l’Entre-Texte (Arles)
- 2007 : L'Impromptu de Lucerne, création au Festival Dumas de Villers-Cotterêts, avec Jacques Mougenot et intermèdes chantés par Sylvie Oussenko. Nouvelle mise en scène l'année suivante à Combourg. Une conversation entre Chateaubriand et Alexandre Dumas.
- 2010 : C'est Byzance !, éditions Les Cygnes, Paris
- 2014 : Pièces masquées (L'Épreuve du feu, Marie Dorval, la Folie dure, Pierrot enfariné ou le Bal des pantoufles), Les Cygnes
- 2022 : Liane de Pougy, l'album de la princesse, mise en voix au Théâtre du Nord-Ouest.
- 2024 : Les Réfugiés (L'Album de la princesse, l'Impromptu de Lucerne), collection "Masques de théâtre", France Univers  (ISBN 978-2-914-43742-4)

### Éditions de luxe
- Balzac : Code des gens honnêtes, postface, Valmonde, 1991
- La Fontaine : Lettres à sa femme, préface, Valmonde, 1995
- Célébration de La Bruyère, préface et choix de textes sur trois siècles, Valmonde, 1996
- Écrivains de France, XXe siècle, illustrations de Raymond Savignac, Jean Schneider, Salvat, Jacques Germain et Olivier Carré, Valmonde, 1997 Réédition remaniée en 1998, édition La Maisnie-Trédaniel, collection « Médaillons », 395 pages  (ISBN 2857079540)
- André Fraigneau, illustrations de Salvat, France Univers, pour les Amis d’André Fraigneau, 1998

### Ouvrages collectifs
- 1974 : Hors Commerce, Alfred Eibel, Lausanne, 1974 ; rééd. par Ed. du Sandre, Paris, 2011
- 1975 : Chant funèbre pour Pnom-Penh et Saigon, SPL
- 1975 : Histoire de la littérature française du XXe siècle, Famot, Genève, vol. 1 : 1975, vol. 3 : 1977
- 1979 : La Droite aujourd’hui, Albin Michel
- 1985 : L’Ours brun des Pyrénées – 300 personnalités des Lettres, des Arts, des Sciences, édité par Hervé Maurin, François de Beaufort, illustrations de Roger Reboussin, Société française pour l'étude et la protection des mammifères
- 1989 : L’Amour du cinéma américain, CinémAction/Corlet/Télérama
- 1991 : Barrès, Une Tradition dans la modernité, Honoré Champion
- 1992 : L’Europe déraisonnable, Guibert/Valmonde
- 1999 : Une Bibliothèque d’écrivains, Le Rocher
- 2001 : Aux sources de l’éternel féminin, éditions L'Âge d'Homme
- 2002 : Sacha Guitry, « Dossier H », L'Âge d'Homme
- 2004 : Littré au XXIe siècle, dir. de l’ouvrage, publié avec le concours du CNL, France Univers  (ISBN 978-2914437059) Mention spéciale 2005 du jury du prix Littré.
- 2004 : L’avenir s’écrit aussi en français, Panoramiques/Corlet/Marianne
- 2007 : André Fraigneau, le Livre du Centenaire, dir. de l’ouvrage, publié avec le concours du CNL, France Univers
- 2007 : Enquête sur le roman, 50 écrivains d’aujourd’hui répondent, Le Grand Souffle
- 2008 : Jardins et intimité dans la littérature européenne 1750-1920, Presses universitaires Blaise-Pascal
- 2008 : Éclat et fragilité de la langue française, France Univers
- 2009 : Allez-y sans nous, L'Âge d'Homme
- 2012 : Montherlant aujourd'hui, Éditions de Paris
- 2015 : André Fraigneau, l'élégance du phénix, Séguier
- 2016 : Allez vous faire foot !, Éditions des Paraiges
- 2017 : Le Paradis français d'Éric Rohmer, Éd. Pierre-Guillaume de Roux

### Préfaces et postface
- « Le rire de Jupiter » : Code des gens honnêtes par Honoré de Balzac, Manya, 1990
- « Un réfractaire souriant » : Lettres à sa femme par Jean de La Fontaine, Valmonde/Trédaniel, 1995
- « La Bruyère d’un siècle à l’autre » : Célébration de La Bruyère par 26 écrivains du XVIIe au XXe siècle, Valmonde/Trédaniel, 1996
- « Casseroles, plumes et violons » : La Cuisine de d’Artagnan par Jacqueline Ury, France Univers/Durante, 2003
- « Guy Dupré ou les deux histoires enlacées » : Les Fiancées sont froides, le Grand Coucher, les Mamantes en 1 vol., par G. Dupré, Le Rocher, 2006
- « Notre siècle dernier » : L’Esprit de la terre, photos par Marc Paygnard, éd. Noires Terres, 2006
- « Joséphin et Léonard » : La Dernière Leçon de Léonard de Vinci par Joséphin Peladan, France Univers, 2006
- « Musset et Musset » dans Lettres de Dupuis et Cotonet d'Alfred de Musset, France Univers, 2010  (ISBN 978-2914437226)
- Avant-propos à À la rencontre du cinéma français, Analyse, genre, histoire, par Robert J. Berg, Yale University Press, 2010
- « Saint Langage » : Le Défi de l'écriture par Maurice Bonnet, Via Romana, 2016
- Préfaces à Animateurs de théâtre et au Théâtre complet de Robert Brasillach, Pardès, 2019 et 2020
- "Une histoire toujours en cours", Histoire du mac-mahonisme, par Christophe Fouchet, BoD, 2022
- "Un moment avec MM. Barrès, Renan et Beauclair", Huit jours chez M. Renan par Maurice Barrès, France Univers, 2023
- "Vigny antique et moderne", Alfred de Vigny par Anatole France, France Univers, 2024

## Filmographie
- 2004 : Scénario et dialogues de L'Ordre vert, réalisé par Corinne Garfin Adaptation au cinéma de La Méditation au jardin, pièce radiophonique. Sélectionné par le FIPA et le Festival international de la fiction documentaire (FIDOC)

## Audio et vidéographie
- Littérature, émission de France Culture, "Michel Mourlet parle de Cecil B. DeMille", 12 décembre 1968.
- Cinéma critique, émission télévisée de  Pierre-André Boutang et Philippe Collin, 4 avril 1969. Présentation de Cérémonie secrète de Losey (archives INA et bonus DVD).
- En toute liberté, émission de France Culture dirigée par André Fraigneau, 29 décembre 1972.
- Boulevard du Classic, émission télévisée de J-J. Bernard, Ciné-Cinéma Classic, présentation de Cecil B. DeMille, 24 février 2008 — L'Écran éblouissant, p. 139, note de référence.
- Le journal des Nouveaux Chemins par Adèle Van Reeth, émission "Les Nouveaux Chemins de la connaissance", France Culture, 11 mars 2011 (49e min).
- Projection privée, émission de Michel Ciment sur L 'Écran éblouissant, France Culture, 2 avril 2011
- Cinéphiles de notre temps, série télévisée documeÉntaire en 6 épisodes de Laurent Chollet, raconté par Eddy Mitchell, durée : 354 minutes, Ciné+ Club . 2012. Existe en coffret DVD.
- Projection privée, émission de Michel Ciment, France Culture, 12 juin 2016, durée 1 h.
- Michel Mourlet feat Justine Alleron, émission télévisée en ligne animée par Samir Ardjoum. MicroCiné, YouTube, 2021.
- Hier, aujourd’hui et demain : Les rebelles du Mac Mahon, Ciné+, "Viva Cinéma", juin 2021.

### Travaux universitaires (ébauche de liste à compléter)
- Geneviève Puertas, "Qu'est-ce que le mac-mahonisme ?", mémoire, U.E.R. cinéma et audiovisuel, Paris I, 1983
- Geneviève Puertas, "La cinéphilie à Paris 1954-1966", thèse du IIIe cycle, U.E.R. id., 1984
- Annie Clément, "Le langage de la modernité"mémoire DESS, Université de Bordeaux, 1993
- Marie-Joelle Thunet, "Deux images de Néron à la fin du XXe siècle (M. Mourlet, P. Grimal)", master II Imaginaires, Université du Sud Toulon-Var, 2008
- Robin Hirsch, "La réception critique de Raoul Walsh en France : de la méconnaissance à la reconnaissance générale", U.F.R. Lettres, Arts, Cinéma, Université Paris-Diderot, 2013
- Christophe Gauthier, « Le corps, la violence, la fascination : héroïsme viril et politique dans le mac-mahonisme » (audio 81 min, séminaire histoire culturelle du cinéma), 10 mars 2017.
- Justine Alleron, "Singularités de la revue Présence du cinéma au sein du contexte critique des années 1950 et 1960", 2018, master cinéma et audiovisuel sous la dir. de Laurent Le Forestier, U.F.R. Arts, Lettres, Communication, Univ. de Rennes 2.
- Miguel Haoni, "Sur un art toujours ignoré", dialogue entre Michel Mourlet et des étudiants de deuxième année de licence à Paris VIII, publié dans "Critikat", mars 2022. [lire en ligne].Traduit en portugais et publié dans la revue brésilienne Madonna revista de cinema, N° 2, septembre 2023.